# Asedio de Río Hondo
El río Hondo fue un asentamiento propiedad del Reino de Gran Bretaña desde principios del siglo XVIII. En 1779, los españoles atacaron repetidamente los asentamientos británicos en Honduras Británica. El río Hondo fue atacado, pero los británicos repelieron los ataques. Sin embargo, en este acto abandonaron su colonia hasta la firma del Tratado de París en 1783, tras la toma española del Cayo San Jorge en septiembre de 1779.